# Енні Дженнінґз
Енні Дженнінґз (англ. Annie Jennings), до шлюбу Томас (англ. Thomas); (12 листопада 1884 року, Честерфілд, Дербішир, Англія, Велика Британія — 20 листопада 1999 року, Честерфілд, Дербішир, Англія, Велика Британія) — британська супердовгожителька, друга найстаріша повністю верифікована людина в історії Великої Британії (115 років і 8 днів) після Шарлотти Г'юз. Була другою найстарішою нині живою повністю верифікованою людиною в світі після американки Сари Кнаус.
Енні Томас народилася в Честерфілді, Дербішир, Англія, Велика Британія 12 листопада 1884 року.  Там же вона і відсвяткувала свої 114-річні уродини. Вона стала найстарішою жителькою Сполученого Королівства після смерті Люсі Джейн Аск'ю 9 грудня 1997 року. Дженнінґз утримувала титул найстарішої людини Великої Британії протягом двох років. Її наступницею стала Єва Морріс. Працювала вчителькою, дітей не мала. Енні Дженнінґз не любила популярність і не прагнула потрапити в Книгу рекордів Гіннеса.
Енні Дженнінґз померла 20 листопада 1999 року в Честерфілді, Дербішир, Англія, Велика Британія у віці 115 років і 8 днів.
Станом на серпень 2018 року Енні Дженнінґз входить в топ-100 найстаріших повністю верифікованих людей в історії (46 місце) і в топ-100 найстаріших повністю верифікованих жінок в історії (43 місце).